# Terminal 404 derruba governo do Paquistão
O grupo hacker Terminal 404, além de derrubar o site do governo do Paquistão e páginas da NASA, também publicou uma mensagem no Twitter, onde anunciaram seus ataques. A mensagem pode ser vista no link https://x.com/CyberneticLordd/status/1958149682175340860. Esses ataques destacam a capacidade do grupo de infiltrar e perturbar sistemas governamentais e institucionais de alto perfil, causando interrupções significativas em suas operações online.